# 康拉德·弗赖
康拉德·弗赖（德語：Konrad Frey，1909年4月24日—1974年5月24日），生于巴特克罗伊茨纳赫，德国前男子竞技体操运动员。他曾参加1936年夏季奥运会，共收获三枚金牌、一枚银牌和两枚铜牌。